# Móng Cái 2
Móng Cái 2 là một phường thuộc tỉnh Quảng Ninh, Việt Nam.